# Banatski Bolgari
Banatski Bolgari (Palćene ali Banátsći balgare, madžarsko Bánáti bolgárok, Bánsági bolgárok, bolgarsko банатски българи, romunsko Bulgari bănăţeni) so južnoslovanska etnična skupina v Banatu, ki je na Ogrsko (Madžarsko) prišla v 18. stoletju. Leta 1878, ko je bila v rusko-turški vojni Bolgarija osvobojena, se jih je veliko vrnilo v Bolgarijo. Od prve svetovne vojne Banatski Bolgari živijo v Srbiji (Vojvodini) in v Romuniji (Transilvaniji). Banatski Bolgari so le katoličani. Imajo lasten jezik, za katerega uporabljajo latinsko abecedo. 

## Populacija
Ljudska štetja so pokazala 8.126 Bolgarov, od tega v Srbiji 1.658, v Romuniji pa 6.468. Bolgarski viri so naredili drugačno oceno.  Po njihovih podatkih naj bi v Srbiji živelo 3.000 Bolgarov in v Romuniji 12.000. V Karašovi (Caraşova), v Transilvaniji prav tako živi skupina južnoslovanskega porekla, ki se istoveti z Bolgari in govori torlaščino, vendar Srbi o njej menijo, da je srbsko narečje. Staro središče Banatskih Bolgarov sta Stár Bišnov (Dudeştii Vechi) in Vinga, pomembnejša stara banatska bolgarska naselja so bila še Bréšća (Breştea), Telepa (Colonia Bulgară), Dénta (Denta). V mestih v Timişoari (Timišvar), Sânnicolau Maru (Smikluš) so živeli Banatski Bolgari, v Srbiji pa v okolici Ivanova, v Konaku (Kanak), Jaša Tomiću (Modošu) in v Skorenovacu (Gjurgevo). Leta 1864 je na Ogrskem živelo 35.000  Banatskih Bolgarov, 1880 pa že 18.298.

## Zgodovina
V 16. stoletju so Osmani zavzeli Banat in zaradi stalne vojne je pokrajina popolnoma prostala. Kasneje so v Banat prišli pripadniki različnih narodnosti: Madžari, Hrvati, Nemci, Slovaki, Srbi, Romi, Romuni, Rusini. Leta 1688 je avstrijska vojska  pregnala Turke, zaradi česar so se proti Turkom uprli tudi v Srbiji in Bolgariji. Toda Turki so upor zadušili, katoliški Bolgari pa so se reševali na Vlaško in od tam v Transilvanijo. Nekateri Bolgari niso bili resnični katoličani, temveč so bili člani paulikancev, ki je bila katoliška sekta v Bolgariji. Naselili so se v Vinţu de Josu in Devi in Habsburžani so se zavzeli za njihove privilegije. Avstrija je leta 1718 pridobila Zahodno Vlaško, kjer je potrdila privilegije katoliških Bolgarov. Zaradi tega se je med letoma 1726 in 1730 iz Bolgarije priselilo še več bolgarskih družin. Leta 1735 je med Avstrijo in Osmanskom cesarstvom ponovno izbruhnila vojna. To vojno je Avstrija izgubila, zaradi česar je Vlaška spet je prišla pod osmansko gospostvo. Bolgari so se med letoma 1738 in 1741 selili iz Vlaške v Banat, njihove privilegije pa je potrdila cesarica Marija Terezija. Leta 1753 in 1777 so iz Svištova in Nikopola prišle še nove družine, saj je bila v Banatu plodna zemlja boljša kakor v Bolgariji. Tedaj so Banatski Bolgari živeli že v 20 vaseh. Kmalu so se izoblikovale bolgarske šole, zgradili so tudi svoje cerkve. Ilirizem je vplival Bolgare, zato so se v 19. stoletju ilirščino učili v šolah. Tako so Banatski Bolgari prevzeli Gajico. Od leta 18. stoletja poučujejo banatskobolgarski jezik in leta 1866 so načrtovali oblikovanje knjižnega jezika. Ker je madžarska država hotela asimilarati Banatske Bolgare, se je veliko Bolgarov po bolgarski osamosvojitvi (1878) odločilo, da se  vrne domov v Bolgarijo. Tam so se naselili v naseljih Asenovo, Bardarski Geran, Dragomirovo, Gostiljo in Bregare.

### Po prvi svetovni vojni
Leta 1918 se je za Banat potegovalo več držav- Srbija, Hrvaška in Romunija. V tistem času je bila razglašena tudi   Banatska republika, ki naj bi podobno kakor Švica za svoje narodnosti zavarovala identiteto Banatskih Bolgarov. Toda trianonska mirovna pogodba je razdelila Banat med Srbijo in Romunijo. Od takrat se je romunska država trudila asimilirati Bolgare. Zoper takšno stanje so se Bolgari  branili na ta način, da so ustanavljali kulturna društva, časopisje in koledarje (Banatsći balgarsći a glasnić, Banatsći balgarsći kalendar), Karol Telbizov in Anton Lebanov pa sta vodila boj zoper romunizacijo. V drugi svetovni vojni je fašistični Antonescujev režim cvrtnejši diskriminiral Banatske Bolgare. V komunizmu pa so romunski komunisti več Bolgarov deportirali. V Jugoslaviji so zanikali, da tam obstajajo Banatski Bolgari, kljub temu pa je bil položaj Bolgarov tam precej boljši kakor pa v Romuniji.

## Jezik
Banatski bolgarski jezik je edina bolgarska jezikovna norma, ki uporablja latinsko abecedo. Ima svoj standarden knjižni jezik, ki ga ostali Bolgari priznavajo kot posebni jezik. Vendar banatsko bolgarščino govori vedno manj ljudi, ker prevzemajo romunski in srbski jezik. Med tem, ko se pri ostalih Bolgarih  pri priimkih s končnico -ski, -ov, -ev, za ženske uporabijo končnice -ska, -ova, -eva, pa Banatski Bolgari tudi pri ženskah ohranijo moško obliko končnic -ski, -ov, -ev. To je med drugim posledica hrvaškega/srbskega in madžarskega vpliva.

## Znani Banatski Bolgari
- István Dunyov oficir v madžarski revoluciji (1848) in v vojski Garibaldija
- Esebius Fermedžin teolog, politolog, član Jugoslovanske Akademije
- Leopold Kossilkov pisatelj, učitelj
- Jozu Rill pisatelj, učitelj, ki je oblikoval banatski bolgarski knjižni jezik
- Karol Telbiz politik in župan Timišvara
- Anton Lebanov novinar in pesnik
- Karol Telbizov politik in novinar